# Murakami Yoshikiyo
Murakami Yoshikiyo (村上 義清?; 1501 – 1573) è stato un samurai del clan Murakami e servitore del clan Uesugi durante il periodo Sengoku.

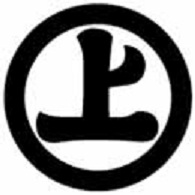
Emblema del Clan Murakami

Yoshikiyo entrò in lotta sia contro Takeda Nobutora che contro suo figlio Takeda Shingen. È stato uno dei più stretti alleati di Uesugi Kenshin e uno dei più accaniti avversari del clan Takeda.

## Biografia
Prima di entrare in guerra con i Takeda i rapporti tra i due clan erano buoni. Quando Oi Sadataka, un servitore Takeda che si era ribellato, fuggì nei territori di Yoshikiyo venne fatto prigioniero e mandato nella fortezza di Kōfu, roccaforte dei Takeda, dove fu ucciso.
Quando, nel 1542, i Takeda invasero lo Shinano formò un'alleanza con Ogasawara Nagatoki, Suwa Yorishige e Kiso Yoshiyasu per opporsi a Shingen, ma nella battaglia di Sezawa furono sconfitti.
Nel 1546 quando Shingen attaccò il castello di Toishi, roccaforte del clan Murakami, Yoshikiyo arrivò in soccorso guidando 6.000 samurai, sconfiggendo Harunobu e rivendicando l'uccisione di diversi comandanti quali Amari Bizen e Yokota Bitchū. Venne sconfitto soltanto dopo che alcuni dei migliori comandanti Takeda, tra cui Yamamoto Kansuke, Sanada Yukitaka e suo figlio Sanada Masayuki, si unirono alla battaglia; tuttavia nel 1547 Yoshikiyo pareggiò i conti con Shingen, il quale aveva da poco conquistato il castello di Shiga. Yoshikiyo lo prese alla sprovvista e lo attaccò con il suo intero esercito mettendolo in rotta. Un anno dopo, nel 1548, inflisse una sconfitta ancora più importante a Shingen uccidendo tre suoi abili generali, Itagaki Nobukata, Amari Torayasu e Hajikano Den'emon, nella battaglia di Uedahara durante un contrattacco simile a quello dell'anno precedente, costringendo Shingen a ritirarsi nel Kai dopo aver perso 700 uomini.
Nel 1550 resistette nel castello di Toishi per un anno dall'assedio di Sanada Yukitaka ma venne alla fine sconfitto non prima di infliggere una dura perdita ai rivali con la morte del generale Yokota Takatoshi. Successivamente, nel 1553, perse il castello di Katsurao.
Nel 1553 fu costretto ad abbandonare la provincia di Shinano dopo esser stato definitivamente sconfitto dai Takeda nell'assedio di Kannomine e costretto a fuggire nella provincia di Echigo. Chiese aiuto a Kenshin di cui diverrà successivamente un importante generale. A Murakami fu assegnato il castello di Nechi a Echigo quale ricompensa della sua condotta alla guida delle forze centrali nella quarta battaglia di Kawanakajima.
Una fonte afferma che nella quarta battaglia di Kawanakajima Yoshikiyo abbia ucciso il fratello di Shingen, Takeda Nobushige, uno dei suoi generali più importanti. Un'altra fonte afferma invece che fu Kenshin a uccidere personalmente Nobushige.

## Morte
Morì nel 1573. Suo figlio Murakami Kunikiyo divenne un servitore di Kenshin e fu in grado di riconquistare i territori Murakami nello Shinano nel 1582 dopo la fine del clan Takeda.